# 8-й танковий корпус (СРСР)
8-й та́нковий ко́рпус — оперативно-тактичне військове об'єднання в складі ЗС СРСР періоду Другої Світової війни.

## Історія
8-й танковий корпус сформований навесні 1942 року в Московському військовому окрузі.
Включений до складу Західного фронту. Влітку 1942 року спільно з 6-м танковим корпусом брав участь в низці невдалих атак в ході проведення Ржевсько-Сичовської операції, поніс значні втрати.
18 вересня 1942 року на базі 8-го танкового корпусу в місті Калінін сформовано 3-й механізований корпус.

## В складі діючої армії
- з 10 травня 1942 року по 14 вересня 1942 року.

## Склад корпусу
- Управління корпусу;
- 25-а танкова бригада;
- 31-а танкова бригада;
- 93-я танкова бригада;
- 8-а мотострілецька бригада;
- Корпусні частини:
  - 8-а окрема автотранспортна рота підвозу ПММ (з 01.07.1942 року);
  - 101-а рухома авторемонтна база (з 01.06.1942 року);
  - 106-а рухома ремонтна база (з 01.09.1942 року).

## Командування корпусу

### Командир
- генерал-майор т/в Соломатін Михайло Дмитрович (з 19 квітня по 8 вересня 1942 року).
- генерал-майор т/в Бутков Василь Васильович (з 8 по 14 вересня 1942 року).

### Начальник штабу корпусу
- генерал-майор т/в Бутков Василь Васильович (з 19 квітня по 8 вересня 1942 року).

### Військовий комісар
- полковий комісар, з 3 липня 1942 року — бригадний комісар Шклярук Андрій Васильович (з 22 квітня по 15 вересня 1942 року).